# クリスティ・フロント・ドライヴ
クリスティ・フロント・ドライヴ(Christie Front Drive)は、アメリカのロックバンド。1993年にコロラド州のデンバーで結成され、後続のエモバンドに影響を与えた。

## 概要
1994年にセルフタイトルEP、『Christie Front Drive』でデビューを果たす。1995年にはジミー・イート・ワールドやボーイズ・ライフらとスプリットEPをリリース。同年にそれまでのEPの楽曲をまとめたコンピレーション・アルバム『Anthology』をリリース。1997年にバンドは解散。同年に1996年録音の唯一のスタジオ・アルバム『Stereo』がリリースされた。
バンド解散後、リクターはアンタークティカを、マーシャルとビギンはThe Blue Ontarioを、マクドナルドはThe Mighty Rimeをそれぞれ結成し活動した。
2007年9月1日にバンドは再結成し、デンバーで行われたフェスティバルに参加した。2014年3月にも再結成が発表され、5月17日に行われたフェスティバルに参加した。

## メンバー
- エリック・リクター（Eric Richter）- ギター、ボーカル
- ジェイソン・ビギン（Jason Begin） - ギター
- ケリー・マクドナルド（Kerry McDonald） - ベースギター
- ロン・マーシャル（Ron Marschall） - ドラムス

## 作品

### アルバム
- Anthology （1995年） ※コンピレーション
- Stereo （1997年）

### EP、スプリット
- Christie Front Drive "12 （1994年）
- Christie Front Drive "7 （1995年）
- Christie Front Drive / Sineater （1995年）
- Christie Front Drive / Jimmy Eat World （1995年）
- Christie Front Drive / Boy's Life （1995年）